# Brugheas
Brugheas [bʁyʒas] est une commune française située dans le département de l'Allier, en région Auvergne-Rhône-Alpes.
Incluse dans l'aire d'attraction de Vichy, la commune est peuplée de 1 556 habitants en 2022, appelés les Brugheassois et les Brugheassoises.

## Géographie

### Localisation
Commune de la Limagne bourbonnaise, au sud-est du département de l'Allier, Brugheas est limitrophe entre le pays du Bourbonnais et le pays auvergnat, et administrativement entre l'Allier et le Puy-de-Dôme.
Cette commune d'environ 27 km2, la plus vaste de l'ancien canton d'Escurolles, se décompose en cinq hameaux principaux : le Bois Randenais (ou le Bois Randennais), le Bourg, les Maussangs, les Banchereaux, les Taureaux ; et trois hameaux secondaires : les Bicards, la Courie, les Fourneaux.
Elle est entourée par les forêts de la Boucharde, de Montpensier et de Randan.
Huit communes sont limitrophes, dont deux dans le département voisin du Puy-de-Dôme :
|                                   | Serbannes | Bellerive-sur-Allier Abrest             |
| Biozat                            | Brugheas  | Hauterive                               |
| Bas-et-Lezat Effiat (Puy-de-Dôme) |           | Saint-Sylvestre-Pragoulin (Puy-de-Dôme) |

Les communes limitrophes sont :
- dans le département de l'Allier : Abrest, Bellerive-sur-Allier, Biozat, Hauterive, Serbannes ;
- dans le département du Puy-de-Dôme : Bas-et-Lezat, Effiat et Saint-Sylvestre-Pragoulin.

### Hydrographie
Brugheas est traversée par le ruisseau du Sarmon, affluent de l'Allier en rive gauche, qui marque sur une partie de son cours les limites avec Serbannes et Bellerive-sur-Allier.

### Voies de communication et transports

#### Voies routières
Plusieurs routes départementales traversent la commune.
La route départementale 1093, ancienne route nationale 493, relie Vichy à Randan et à Clermont-Ferrand. Elle traverse le lieu-dit du Bois Randenais. Elle croise d'abord la route départementale 117, route reliant ce lieu-dit à la mairie, puis le contournement sud-ouest au moyen d'un carrefour giratoire, et enfin la RD 221 au droit de la fourrière animalière communautaire, à deux kilomètres du centre-bourg, en pleine forêt de la Boucharde.
Le contournement sud-ouest, dont les travaux ont commencé fin 2011, ont dû être arrêtés à la suite d'un non-respect des contraintes environnementales. Des hectares de forêts, notamment celle de la Boucharde, ont déjà été détruits. Après la révision des dossiers, un nouvel arrêté préfectoral et approbation du CNPN, les travaux ont repris ; cette route départementale, qui porte le numéro 906, inaugurée le 28 janvier 2016, est ouverte depuis le 2 février.
La desserte locale est assurée par plusieurs routes départementales :
- la RD 117, reliant Cognat-Lyonne au centre-bourg ;
- la RD 221, reliant le bourg à Hauterive (desserte des lieux-dits des Taureaux puis des Bancheraux) ;
- la RD 276, reliant Bellerive-sur-Allier au bourg ;
- la RD 576, desservant les hameaux de la Courie et des Maussangs.

À l'ouest, une partie de la RD 435 passe par la commune. La RD 984 passe sur la limite communale avec Biozat.

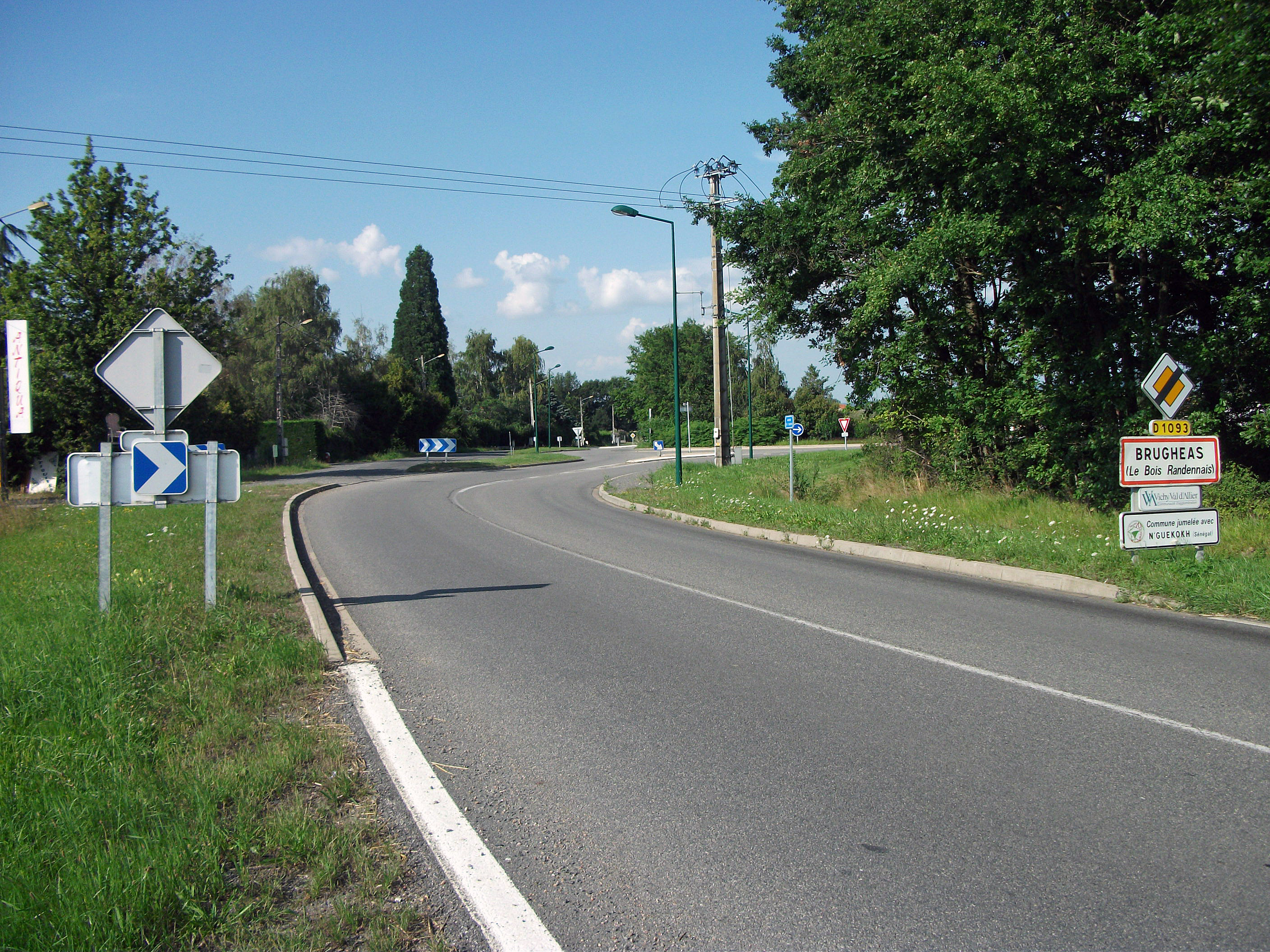
La D 1093 au Bois Randenais en direction de Vichy.
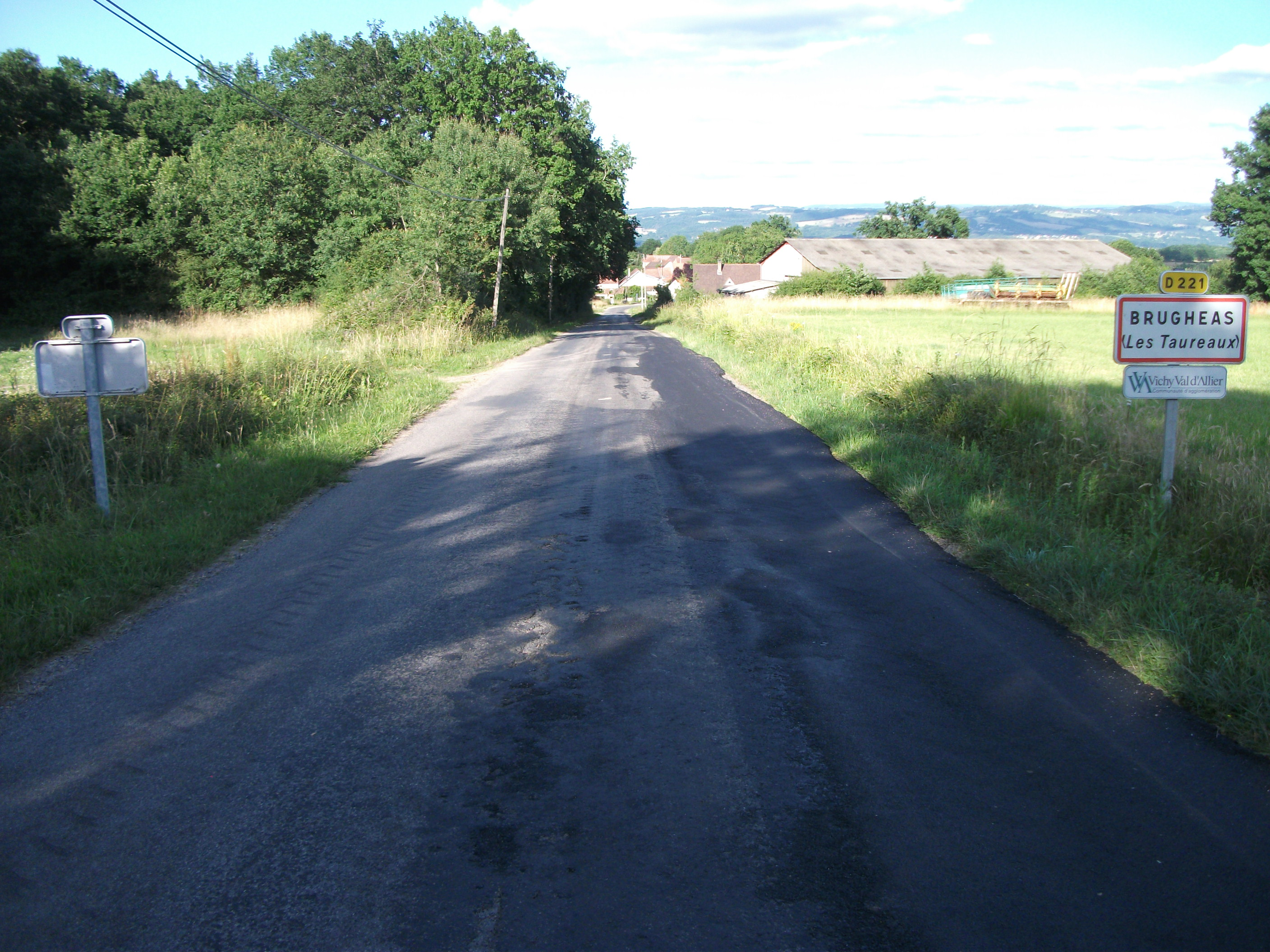
Les Taureaux par la D 221 en direction d'Hauterive.
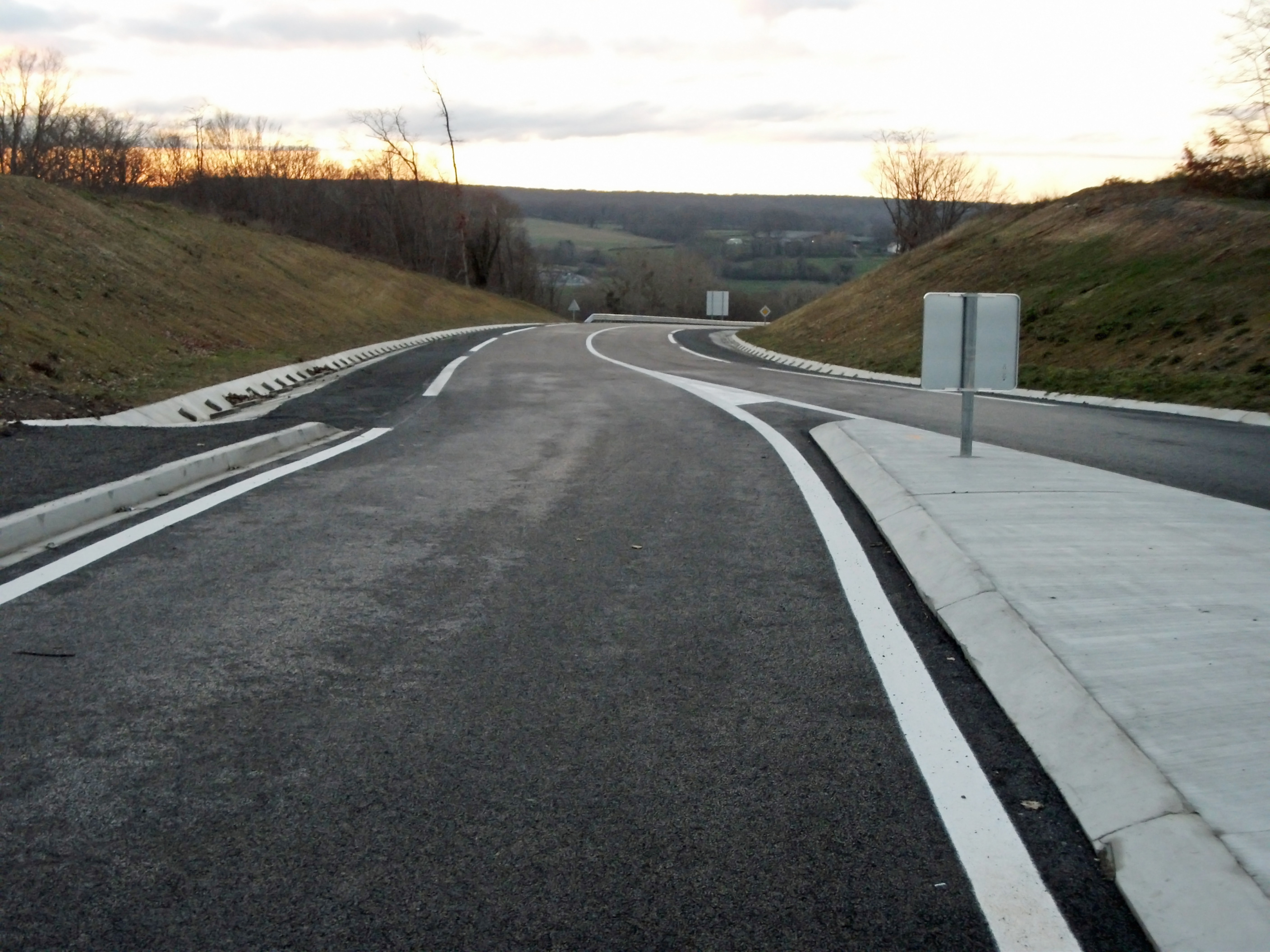
Le contournement, quelques jours avant son ouverture, en direction de l'autoroute A719.

#### Transports en commun
La commune de Brugheas est desservie par le transport à la demande Mobival, à raison de quatre allers et retours par jour à destination de Vichy, fonctionnant du lundi au samedi excepté les jours fériés, sous condition de réservation. Dans la commune, il existe trois points d'arrêt : Les Maussangs, Le Bourg et Le Bois Randenais.
Dans le cadre du schéma de cohérence territoriale de VVA, qui prévoit la desserte de l'ensemble des zones d'activités, la zone artisanale de la Boucharde pourrait à terme être desservie par une ligne de bus ou un transport à la demande[réf. souhaitée].
Le réseau Transdôme dessert la commune par la ligne 28 (Joze – Maringues – Vichy), avec quatre points d'arrêt : la Courie, les Maussangs, Brugheas et le Bois Randenais.
Trois lignes scolaires relient Brugheas aux établissements scolaires, dont une assurée par les services de la ligne 28 de Transdôme à destination des lycées Albert-Londres et Valery-Larbaud de Cusset.

### Climat
Pour des articles plus généraux, voir Climat d'Auvergne-Rhône-Alpes et Climat de l'Allier.
En 2010, le climat de la commune est de type climat océanique dégradé des plaines du Centre et du Nord, selon une étude du CNRS s'appuyant sur une série de données couvrant la période 1971-2000. En 2020, Météo-France publie une typologie des climats de la France métropolitaine dans laquelle la commune est exposée à un climat de montagne ou de marges de montagne et est dans la région climatique Nord-est du Massif Central, caractérisée par une pluviométrie annuelle de 800 à 1 200 mm, bien répartie dans l’année.
Pour la période 1971-2000, la température annuelle moyenne est de 11,1 °C, avec une amplitude thermique annuelle de 16,3 °C. Le cumul annuel moyen de précipitations est de 817 mm, avec 10,4 jours de précipitations en janvier et 8,1 jours en juillet. Pour la période 1991-2020, la température moyenne annuelle observée sur la station météorologique de Météo-France la plus proche, « Vichy-Ville », dans la commune de Vichy à 7 km à vol d'oiseau, est de 12,7 °C et le cumul annuel moyen de précipitations est de 799,6 mm,. Pour l'avenir, les paramètres climatiques de la commune estimés pour 2050 selon différents scénarios d'émission de gaz à effet de serre sont consultables sur un site dédié publié par Météo-France en novembre 2022.

## Urbanisme

### Typologie
Au 1er janvier 2024, Brugheas est catégorisée commune rurale à habitat dispersé, selon la nouvelle grille communale de densité à 7 niveaux définie par l'Insee en 2022.
Elle est située hors unité urbaine. Par ailleurs la commune fait partie de l'aire d'attraction de Vichy, dont elle est une commune de la couronne,. Cette aire, qui regroupe 50 communes, est catégorisée dans les aires de 50 000 à moins de 200 000 habitants,.

### Occupation des sols

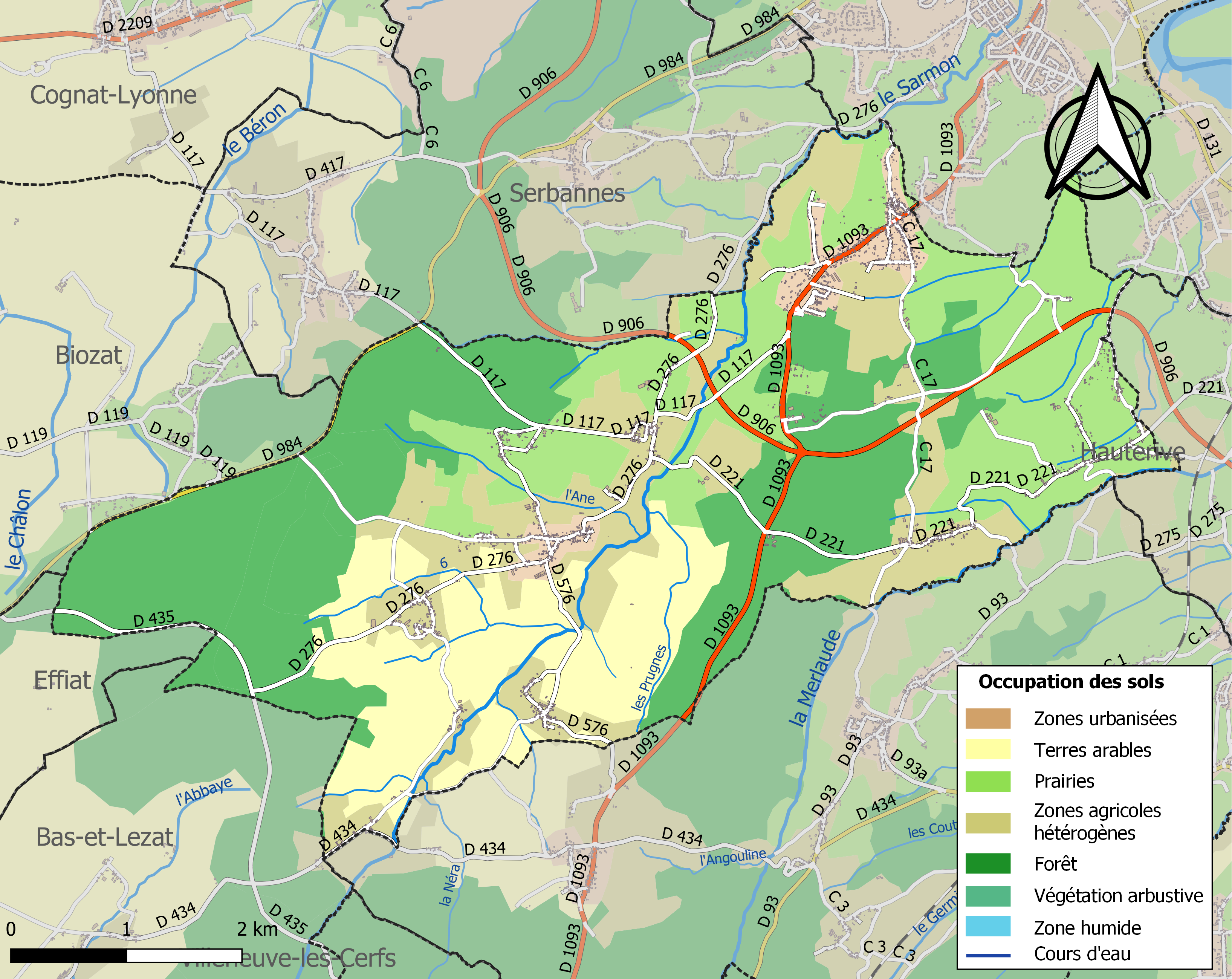
Carte des infrastructures et de l'occupation des sols de la commune en 2018 (CLC).

L'occupation des sols de la commune, telle qu'elle ressort de la base de données européenne d’occupation biophysique des sols Corine Land Cover (CLC), est marquée par l'importance des territoires agricoles (61,8 % en 2018), en diminution par rapport à 1990 (62,9 %). La répartition détaillée en 2018 est la suivante : forêts (34,9 %), prairies (25,2 %), zones agricoles hétérogènes (20,4 %), terres arables (16,2 %), zones urbanisées (3,3 %).
L'IGN met par ailleurs à disposition un outil en ligne permettant de comparer l’évolution dans le temps de l’occupation des sols de la commune (ou de territoires à des échelles différentes). Plusieurs époques sont accessibles sous forme de cartes ou photos aériennes : la carte de Cassini (XVIIIe siècle), la carte d'état-major (1820-1866) et la période actuelle (1950 à aujourd'hui).

### Morphologie urbaine
Brugheas constitue un pôle de proximité de la communauté d'agglomération.
Sur les 2 681 hectares de superficie communale, 205,1 ha sont occupés par des espaces habités et 2,4 ha par des espaces économiques.

### Logement
En 2013, la commune comptait 717 logements, contre 625 en 2008. Parmi ces logements, 85 % étaient des résidences principales, 7,7 % des résidences secondaires et 7,3 % des logements vacants. Ces logements étaient pour 95,6 % d'entre eux des maisons individuelles et pour 0,7 % des appartements.
La proportion des résidences principales, propriétés de leurs occupants était de 88 %, en baisse sensible par rapport à 2008 (89,9 %). La part de logements HLM loués vides était de 2,8 % (contre aucun en 2007).

### Risques naturels et technologiques
La commune est soumise aux risques naturels suivants :
- mouvement de terrain : un PPR retrait-gonflement des argiles a été prescrit le 22 août 2008[17] ;
- séisme : par exception aux autres communes du département, qui sont en zone de sismicité faible (niveau 2), Brugheas se situe dans une zone d'aléa modéré (niveau 3)[17].

S'y ajoute le risque technologique, avec les transports de matières dangereuses : la route départementale 1093, principale source de nuisances sonores, enregistre un trafic supérieur à 5 000 véhicules par jour en 2011.

## Histoire

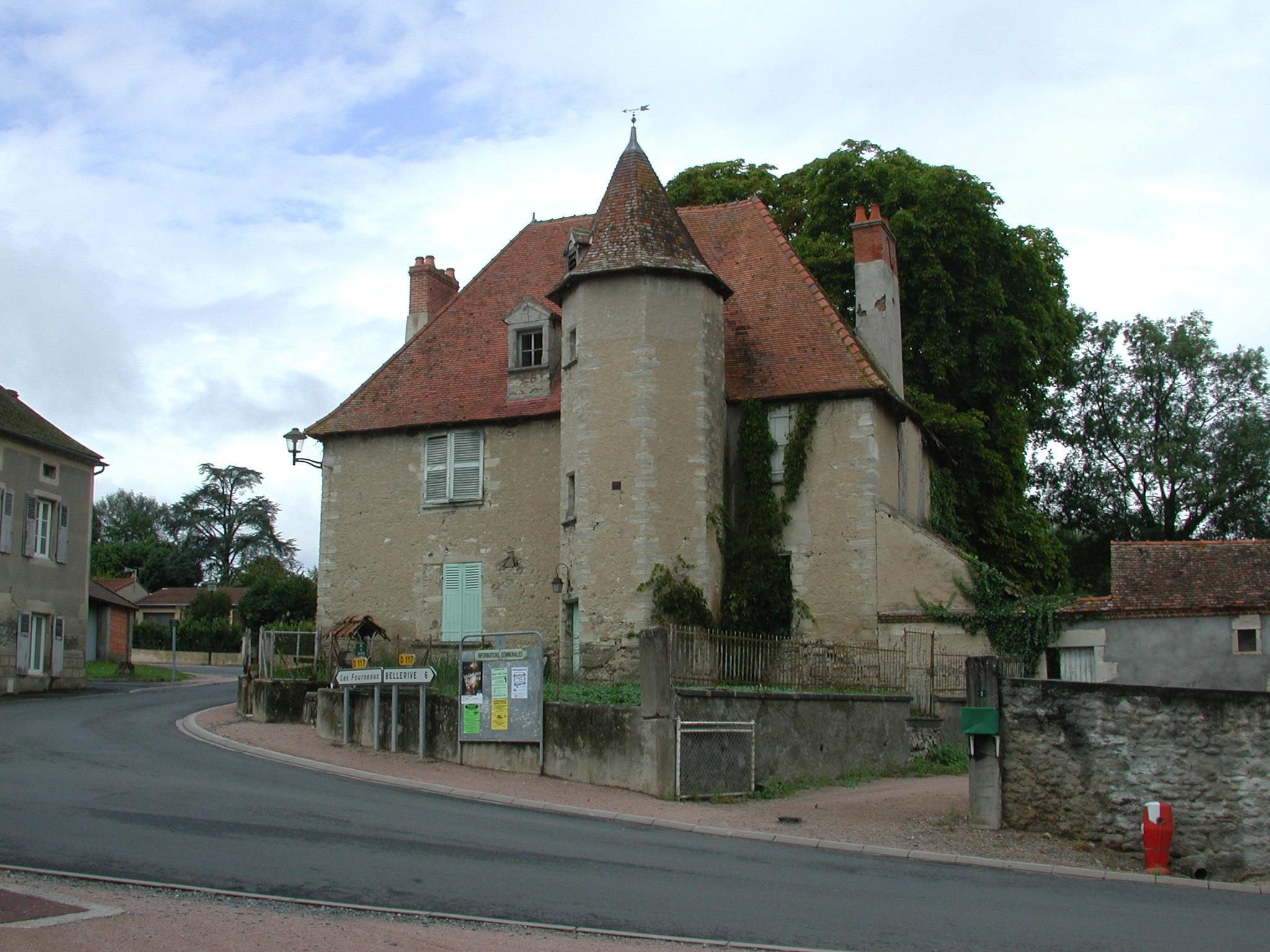
L'ancien collège de Brugheas, plus tard presbytère, en face de l'église.

Brugheas existe depuis l'époque romaine. Son nom viendrait du gaulois Brogeaco qui signifie « bruyère ». Mais c'est au XIe siècle que la paroisse se crée réellement autour de l'église placée sous le vocable de saint Martin. Brugheas verra au cours des siècles son territoire s'agrandir, avec le rattachement progressif des hameaux. De quelques centaines d'habitants au XVe siècle aux 1 556 habitants actuels, Brugheas n'a cessé d'évoluer.
Aux XVIIe et XVIIIe siècles, Brugheas possédait un collège, fondé en 1620 par Claude Croizier, principal du collège Fortet à Paris. Il accueillait une dizaine d'élèves de la paroisse.
Jean-Baptiste-Marcel Agier (né le 24/01/1898), enfant de la commune, est le plus jeune soldat français tué lors de la Première Guerre mondiale (à l'âge de seize ans, sept mois et 7 jours), à Wihr-au-Val le 31 août 1914.

## Politique et administration

### Tendances politiques et résultats
Le maire sortant s'est représenté à l'issue des élections municipales de 2014. Il n'est cependant pas en tête de l'unique liste présidée par Olivier Royer (DVD). Le taux de participation est de 64,01 %.

### Administration municipale
Le nombre d'habitants étant compris entre 500 et 1 499, le nombre de membres du conseil municipal est de 15.

### Liste des maires
| Période                                  | Période                      | Identité               | Étiquette | Qualité              |
| ---------------------------------------- | ---------------------------- | ---------------------- | --------- | -------------------- |
| Les données manquantes sont à compléter. |                              |                        |           |                      |
| 1898                                     | 1902                         | Pierre Dejoux          |           |                      |
|                                          |                              |                        |           |                      |
| 1920                                     | ?                            | Antoine Corre          |           |                      |
|                                          |                              |                        |           |                      |
| 1978                                     | 1996                         | Roger Combrisson       | Libre     |                      |
| mars 1996                                | mars 2008                    | Jean-Claude Senneterre | PRG       |                      |
| mars 2008                                | En cours (au 8 juillet 2020) | Guy Soalhat            | DVD       | Agriculteur retraité |

### Rattachements administratifs et électoraux
Brugheas dépend du canton de Bellerive-sur-Allier depuis le redécoupage des cantons de 2014, ainsi que de la 3e circonscription de l'Allier.

### Instances judiciaires et administratives
Brugheas dépend de la cour administrative d'appel de Lyon, de la cour d'appel de Riom, du tribunal administratif de Clermont-Ferrand, du tribunal de proximité de Vichy et des tribunaux judiciaire et de commerce de Cusset.

### Politique environnementale
La gestion des déchets ménagers est assurée par le SICTOM Sud Allier. La collecte des déchets ménagers est assurée en porte à porte depuis 2011

### Jumelages
La commune a mis en place, le 8 décembre 2007, le comité Teraanga jumelant ainsi les communes de Brugheas, Le Donjon et Saint-Yorre avec la ville de Nguékhokh (ville de l'ouest du Sénégal, proche de la Petite-Côte, au sud de Dakar).

## Population et société

### Démographie

#### Évolution démographique
Les habitants de Brugheas sont appelés les Brugheassois et les Brugheassoises.
L'évolution du nombre d'habitants est connue à travers les recensements de la population effectués dans la commune depuis 1793. Pour les communes de moins de 10 000 habitants, une enquête de recensement portant sur toute la population est réalisée tous les cinq ans, les populations de référence des années intermédiaires étant quant à elles estimées par interpolation ou extrapolation. Pour la commune, le premier recensement exhaustif entrant dans le cadre du nouveau dispositif a été réalisé en 2007.

En 2022, la commune comptait 1 556 habitants, en évolution de +5,63 % par rapport à 2016 (Allier : −1,38 %, France hors Mayotte : +2,11 %).
| 1793  | 1800  | 1806  | 1821  | 1831  | 1836  | 1841  | 1846  | 1851  |
| ----- | ----- | ----- | ----- | ----- | ----- | ----- | ----- | ----- |
| 1 310 | 1 600 | 1 495 | 1 766 | 1 828 | 1 803 | 1 759 | 1 827 | 1 871 |

| 1856  | 1861  | 1866  | 1872  | 1876  | 1881  | 1886  | 1891  | 1896  |
| ----- | ----- | ----- | ----- | ----- | ----- | ----- | ----- | ----- |
| 1 741 | 1 710 | 1 669 | 1 622 | 1 686 | 1 636 | 1 560 | 1 462 | 1 464 |

| 1901  | 1906  | 1911  | 1921  | 1926  | 1931  | 1936  | 1946 | 1954  |
| ----- | ----- | ----- | ----- | ----- | ----- | ----- | ---- | ----- |
| 1 325 | 1 275 | 1 255 | 1 042 | 1 080 | 1 071 | 1 005 | 910  | 1 005 |

| 1962  | 1968  | 1975  | 1982  | 1990  | 1999  | 2006  | 2007  | 2012  |
| ----- | ----- | ----- | ----- | ----- | ----- | ----- | ----- | ----- |
| 1 012 | 1 012 | 1 096 | 1 200 | 1 213 | 1 223 | 1 291 | 1 301 | 1 402 |

| 2017  | 2022  | - | - | - | - | - | - | - |
| ----- | ----- | - | - | - | - | - | - | - |
| 1 484 | 1 556 | - | - | - | - | - | - | - |

#### Pyramide des âges
En 2021, le taux de personnes d'un âge inférieur à 30 ans s'élève à 30,2 %, soit au-dessus de la moyenne départementale (29,0 %). À l'inverse, le taux de personnes d'âge supérieur à 60 ans est de 31,6 % la même année, alors qu'il est de 35,6 % au niveau départemental.
En 2021, la commune comptait 752 hommes pour 795 femmes, soit un taux de 51,39 % de femmes, légèrement inférieur au taux départemental (52,03 %).
Les pyramides des âges de la commune et du département s'établissent comme suit :
| Hommes | Classe d’âge | Femmes |
| ------ | ------------ | ------ |
| 0,5    | 90 ou +      | 1,0    |
| 9,6    | 75-89 ans    | 8,3    |
| 20,9   | 60-74 ans    | 22,8   |
| 20,5   | 45-59 ans    | 18,3   |
| 17,8   | 30-44 ans    | 19,9   |
| 11,4   | 15-29 ans    | 10,1   |
| 19,4   | 0-14 ans     | 19,6   |

| Hommes | Classe d’âge | Femmes |
| ------ | ------------ | ------ |
| 1,2    | 90 ou +      | 3      |
| 10     | 75-89 ans    | 13,4   |
| 21,3   | 60-74 ans    | 22     |
| 20,6   | 45-59 ans    | 19,6   |
| 15,7   | 30-44 ans    | 15     |
| 15,6   | 15-29 ans    | 12,9   |
| 15,7   | 0-14 ans     | 14     |

### Enseignement
Le seul établissement scolaire existant dans la commune est le groupe scolaire, comptant 118 élèves scolarisés. Construit en 2006-2007, il comprend six classes, une salle de sports, une bibliothèque ainsi qu'une salle de restauration ; sa réalisation a coûté 1 409 000 € hors taxes. Pour la desservir efficacement, le département de l'Allier a construit un carrefour giratoire sur la route départementale 1093 en 2007.
Hors dérogations à la carte scolaire, les collégiens sont scolarisés à Bellerive-sur-Allier et les lycéens à Cusset, au lycée de Presles (renommé lycée Albert-Londres).

### Manifestations culturelles et festivités
- Festival rock de Brugheas, manifestation d'envergure locale[15].

## Économie
La zone d'activités de la Boucharde, à vocation artisanale, est implantée en bordure de la route départementale 1093 et à proximité du contournement sud-ouest. 1,2 ha est aménageable.
À l'angle des départementales 1093 et 221, le site de la Maison Forestière comprend un ensemble immobilier de 5 000 m2 avec une fourrière animalière, propriété de la communauté d'agglomération dans le cadre de la compétence hygiène et sécurité, accueillant des animaux (surtout des chiens et des chats). Cet équipement de 300 m2, ouvert en 2010, est géré par une société privée spécialisée « dans la gestion des populations animales en zone habitée ». La fourrière accueille sept cents animaux par an. L'ensemble contient aussi un refuge SPA. Cette réalisation a coûté 790 000 € hors taxes, incluant une participation du département de l'Allier.

### Revenus de la population et fiscalité
En 2011, le revenu fiscal médian par ménage s'élevait à 33 392 €, ce qui plaçait Brugheas au 10 140e rang des communes de plus de 49 ménages en métropole.

### Emploi
En 2013, la population âgée de 15 à 64 ans s'élevait à 907 personnes, parmi lesquelles on comptait 76 % d'actifs dont 69,3 % ayant un emploi et 6,7 % de chômeurs.
On comptait 183 emplois dans la zone d'emploi. Le nombre d'actifs ayant un emploi résidant dans la zone étant de 633, l'indicateur de concentration d'emploi est de 29 %, ce qui signifie que la commune offre moins d'un emploi par habitant actif.
509 des 633 personnes âgées de quinze ans ou plus (soit 80,4 %) sont des salariés. 15,8 % des actifs travaillent dans la commune de résidence.

### Entreprises
Au 1er janvier 2014, Brugheas comptait 62 entreprises : 6 dans l'industrie, 17 dans la construction, 32 dans le commerce, les transports et les services divers et 7 dans le secteur administratif, ainsi que 65 établissements.

### Commerce
La base permanente des équipements de 2015 recensait une boucherie-charcuterie et un magasin d'équipements de sports et de loisirs.

### Tourisme
Au 1er janvier 2016, la commune comptait un hôtel non classé de douze chambres ainsi qu'un camping, La Roseraie, près de la zone d'activités de la Boucharde ; classé trois étoiles, il offrait 79 emplacements. Fermé et revendu, le camping est réaménagé en juin 2015 en camping libertin interdit aux moins de 21 ans.

## Culture et patrimoine

### Lieux et monuments

#### Église paroissiale Saint-Martin

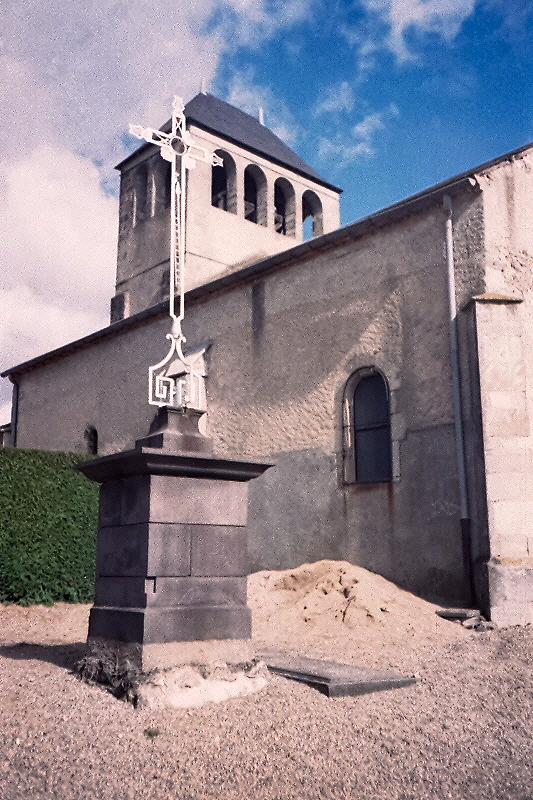
Saint-Martin vue de face avec une des nombreuses croix présentes dans la commune.

L'église romane Saint-Martin des XIe et XIIe siècles a probablement remplacé une église mentionnée dès le Xe siècle ; au XVe siècle, construction du bas-côté nord ; en 1840, construction du bas-côté sud ; en 1879, consolidation du clocher ; entre 1852 et 1914, réfection des toitures : remplacement des tuiles par de l'ardoise sur la nef, le clocher, le porche et remplacement du toit en croupe brisée du porche par un toit à longs pans. Deux cloches homogènes exécutées en 1839 par le fondeur de cloches riomois Pierre Baudoin sont présentes dans son clocher,.
À l'intérieur :
- Statue en bois (demi-nature) de saint François de Sales IXe siècle : style sulpicien, peinture polychrome, doré, argenté, avec assiette. (h. = 85)[41]
- Statue (petite nature) de saint Martin IXe siècle : peinture polychrome, doré, argenté, avec assiette. (h. = 100)[42]
- Statue (demi-nature) de saint Sébastien (1837 - 1867) : peinture polychrome, doré, argenté, avec assiette. Inscription : « Donne par Sébastien Marchand, 1837 ; date à la droite de la statue : 1867 » (h. = 91) (La seconde date, 1867, mentionnée sur la statue évoque peut-être une restauration.)[43]
- Statue (petite nature) de Vierge à l'Enfant XVIIe siècle : peinture polychrome, doré, argenté, avec assiette. (h. = 115)[44]
- Bas-relief : Christ en croix. Cette plaque semble être le moulage d'une œuvre du XVIIIe siècle plus richement traitée ; elle a pu être dorée à l'origine, ce qui expliquerait la présence de l'assiette blanche et des effets de dorure, puis peinte en noir par la suite. (h. = 116 ; pr. = 5)[45]
- Ostensoir-soleil (1819) : argent repoussé, ciselé, doré, poli, décor rapporté, décor en relief. 1er titre sur le pied et au revers d'un rayon à gauche de la croix ; grosse garantie sur le bord externe du pied et au revers d'un rayon à droite de la croix ; poinçon de maître au revers de la croix : poinçon identifié : poinçon de Louis Loque[46].
- Bénitier XVIIe siècle : en andésite taillée, décor dans la masse, mouluré[47].

Édifice inventorié en 1974, mais non protégé MH.

#### Collège de Brugheas

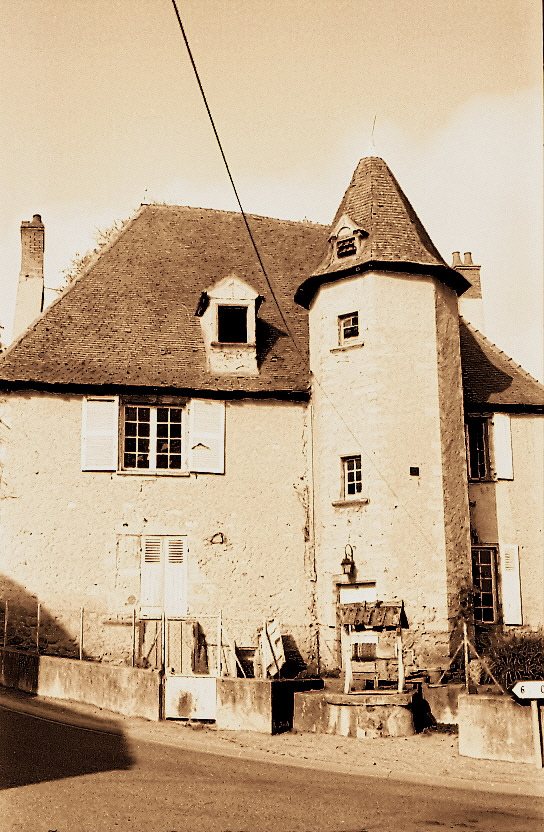
Le collège appelé aussi le Presbytère situé en face de la place de l'église.

Collège fondé en 1620 par Claude Croizier, originaire de Brugheas et principal du collège Fortet à Paris (chaque année, quatre enfants de Brugheas pouvaient y être boursiers pour continuer leurs études en théologie ou en médecine). Il est construit à cette époque ou peut-être établi dans un logis déjà existant. Il fonctionnera de 1621 à 1791 et ne dut guère abriter plus d'une dizaine d'élèves par an étant donné ses dimensions. Ces élèves étaient d'ailleurs tous issus de la paroisse. Plus tard, il servit de presbytère (à partir de 1814 environ). La réparation de la toiture en 1939, sans modification de la hauteur, modifia légèrement la saillie de l'avant-toit,.
À l'intérieur :
- Escaliers : escalier hors-œuvre ; escalier en vis ; en maçonnerie.

À l'extérieur :
- Parties constituantes : étable à chevaux ; puits ; cour.

Édifice inventorié en 1976 mais non protégé MH.

#### Château de Brugheas
La construction de l'actuel château de Brugheas date du XVe siècle ; il fut remanié au XVIIe siècle. Il est fait mention de l'hôtel fort de la famille de Rollat en 1443. En 1681, on fait également mention d'une chapelle dans le château, le nouveau château est sans doute construit à cette époque. Il est vendu comme bien national en 1794. Sur le cadastre de 1839, apparaissent au sud du château, en plan en U, deux bâtiments agricoles parallèles séparés du château par la route et terminés par deux tours rondes à usage de colombier. Devenu ferme, le château se dégrade ; il est ensuite partagé en deux, la municipalité en achète une partie en 1974, puis le parc est transformé en lotissement et occupé par des pavillons malgré l'inscription aux monuments historiques en 1978,,. En 2012, la réfection de la toiture du château est effectuée par un artisan local spécialisé en rénovation du patrimoine (Entreprise Veniant à Rongères), en utilisant des matériaux de la région : tuile plate de pays (17 × 27 cm Terre d'Allier) provenant de la Française des Tuiles (Imerys), située à Doyet, dernière tuilerie traditionnelle utilisant la cuisson au bois.
À l'intérieur, on y trouve encore la chapelle intérieure voûtée d'arêtes, comme la cuisine. Deux escaliers monumentaux à rampe d'appui en fer forgé de la fin XVIIe siècle début XVIIIe siècle.
À l'extérieur, la présence de coupoles dans les deux colombiers extrêmement dégradés à ce jour.

### Patrimoine naturel
La commune de Brugheas est située en partie dans la forêt de Montpensier, ainsi que dans la forêt de Randan, unique forêt de plaine du département, toutes deux des ZNIEFF de type 1.

### Personnalités liées à la commune
- Dominique Kalifa, historien (professeur à la Sorbonne, membre de l'Institut Universitaire de France) et journaliste (collaborateur du quotidien Libération) aux Maussangs, d'où il est originaire. Il y décède le 12 septembre 2020.